# Jason Williams (basket-ball, 1975)
Pour les articles homonymes, voir Williams et Jason Williams (homonymie).
Jason Williams, né le 18 novembre 1975 à Charleston en Virginie-Occidentale (États-Unis), est un joueur américain de basket-ball évoluant au poste de meneur.

## Carrière
Williams effectue sa carrière universitaire dans le club des Gators de la Floride de l'université de Floride. En 1998, il est suspendu pour consommation de marijuana. Il s'inscrit à la Draft 1998 de la NBA et est sélectionné en 7e position par les Kings de Sacramento.

### Sacramento Kings (1998-2001)
Williams atterrit dans une équipe en pleine reconstruction avec beaucoup de nouveaux joueurs : Chris Webber, Vlade Divac et Predrag Stojaković. Les Kings atteignent les playoffs. Jason Williams se révèle être un joueur spectaculaire. Sa popularité grandit au fil des matchs et ses plus belles actions passent en boucle dans les émissions de sport américaines. Il est alors une des nouvelles figures de proue de Nike et son maillot portant le numéro 55 est alors l'un des plus vendus de la NBA.
Pendant sa saison de rookie, il cumule 12,8 points et 6 passes décisives par rencontre et est deuxième au classement de rookie de l'année, derrière Vince Carter. Les Kings se qualifient pour les playoffs et rencontrent le Jazz de l'Utah au premier tour. Cette série met en relief l'opposition de style entre le duo John Stockton-Karl Malone et le duo Williams-Webber. Les Kings perdent cette série 3-2 dans la prolongation du 5e match.
Pendant la saison 1999-2000, il marque 12,3 points et donne 7,3 passes décisives en moyenne par rencontre. Néanmoins, les Kings ne finissent que 8e de la conférence ouest pour affronter les Lakers de Kobe Bryant et Shaquille O'Neal au premier tour des playoffs. Williams et les Kings perdent de nouveau cette série 3-2 sans avoir réussi à inquiéter les Lakers sur leur parquet.
En 2001, le temps de jeu de Williams est en baisse et il n'a plus la confiance de son entraîneur Rick Adelman. Celui-ci trouve son comportement trop impulsif et le laisse sur le banc lors des 4e quart-temps. Les Kings transfèrent donc Williams vers les Grizzlies de Memphis contre Mike Bibby, meneur un peu moins spectaculaire mais dont les statistiques et la maturité attirent les dirigeants des Kings.

### Memphis Grizzlies (2001-2005)
Durant ses deux premières saisons avec les Grizzlies, Williams améliore ses statistiques (plus de 13 points et 8 passes décisives en moyenne) mais l'équipe ne se qualifie pas pour les playoffs. Lors de la saison NBA 2003-2004, les Grizzlies gagnent 50 matchs et atteignent les playoffs grâce au tandem que forment Williams et Pau Gasol. Ils sont néanmoins balayés 4-0 par les Spurs de San Antonio. La saison suivante est similaire : les Grizzlies perdent de nouveau 4-0 face aux Suns de Phoenix (malgré une moyenne de 17 points et 5 passes pour Williams lors de cette série). Cette saison est aussi marquée par la mésentente entre Jason Williams et son entraîneur, Mike Fratello.
En 2005, lors d'un échange concernant de multiples franchises, il se retrouve au Heat de Miami.

### Miami Heat (2005-2008)
Malgré une blessure au genou qui le force à manquer quelques matchs, Williams est le troisième marqueur du Heat (12 points par match en moyenne) et le deuxième passeur (5 passes décisives par match) lors de la saison 2005-2006. Pendant les playoffs, Williams effectue sa meilleure prestation lors du match 6 contre Détroit, inscrivant 21 points à 10 sur 11 au tir. Il gagne son premier titre NBA le 20 juin 2006 lorsque le Heat bat les Mavericks de Dallas en finale NBA. Lors de cette série, Williams atteint une moyenne de 12 points et 5 passes par rencontre. Il distribue 7 passes décisives pendant la 6e et dernière manche.
Pendant la saison 2006-2007, Williams joue 61 matchs. Ses statistiques sont en baisse (10,9 points et 5,3 passes) et Miami se fait balayer 4-0 par les Bulls de Chicago au premier tour des playoffs.
Lors de la saison 2007-2008 ses statistiques sont encore en baisse (9 points et 5 passes) et le Heat est dernier de la conférence Est. Étant en fin de contrat, de nombreuses rumeurs font état de son transfert. Il reste néanmoins avec le Heat jusqu'à la fin de saison mais perd du temps de jeu au profit de Marcus Banks, venu de Phoenix après le transfert de Shaquille O'Neal.
Le 7 août 2008, Williams signe avec les Clippers de Los Angeles puis annonce sa retraite en septembre 2008.
En février 2009, Williams remplit une demande pour réintégrer la ligue. Cette demande est rejetée par 6 clubs sur 24.

### Orlando Magic (2009-2011)
En août 2009, Jason Williams sort de sa retraite et s'engage, à 33 ans, à Orlando. Il joue la totalité des matchs du Magic lors de la saison 2009-2010 dont 18 comme titulaire.
Il marque 6 pts, fait 3,6 passes décisives et capte 1,5 rebond par match. Le Magic d'Orlando rompt son contrat le 26 janvier 2011.

### Memphis Grizzlies (2011)
Après avoir été coupé par le Magic d'Orlando, Williams s'engage avec les Grizzlies de Memphis. Le 18 avril 2011, à l'âge de 35 ans, il annonce la fin de sa carrière après 12 ans passés en NBA.

## Style de jeu
Williams est connu pour ses actions spectaculaires.
Lors du Rookie Game de la saison 1999-2000, en pleine contre-attaque, il feinte une passe dans le dos de la main gauche et frappe le ballon avec son coude droit pour Raef LaFrentz qui manque le panier.
Il manque les All-Star Games en 2000 et 2001. Il est respectivement 4e et 3e des votes des fans.

## Statistiques

### Saison régulière
Légende :
| Champion NBA |

gras = ses meilleures performances
| Saison     | Équipe     | Matchs | 5 majeur | Minutes | %Tirs | %3-pts | %L-F. | Rbds | Pass. déc. | Int. | Ctr. | Pts  |
| ---------- | ---------- | ------ | -------- | ------- | ----- | ------ | ----- | ---- | ---------- | ---- | ---- | ---- |
| 1998-1999* | Sacramento | 50     | 50       | 36,1    | 37,4  | 31,0   | 75,2  | 3.1  | 6.0        | 1.9  | 0.0  | 12.8 |
| 1999-2000  | Sacramento | 81     | 81       | 34,1    | 37,3  | 28,7   | 75,3  | 2,8  | 7,3        | 1,4  | 0,1  | 12,3 |
| 2000-2001  | Sacramento | 77     | 77       | 29,7    | 40,7  | 31,5   | 78,9  | 2,4  | 5,4        | 1,2  | 0,1  | 9,4  |
| 2001-2002  | Memphis    | 65     | 65       | 34,4    | 38,2  | 29,5   | 79,2  | 3,0  | 8,0        | 1,7  | 0,1  | 14,8 |
| 2002-2003  | Memphis    | 76     | 76       | 31,7    | 38,8  | 35,4   | 84,0  | 2,8  | 8,3        | 1,2  | 0,1  | 12,1 |
| 2003-2004  | Memphis    | 72     | 68       | 29,4    | 40,7  | 33,0   | 83,7  | 2,0  | 6,8        | 1,3  | 0,1  | 10,9 |
| 2004-2005  | Memphis    | 71     | 68       | 27,5    | 41,3  | 32,4   | 79,2  | 1,7  | 5,6        | 1,1  | 0,1  | 10,1 |
| 2005-2006  | Miami      | 59     | 56       | 31,8    | 44,2  | 37,2   | 86,7  | 2,4  | 4,9        | 0,9  | 0,1  | 12,3 |
| 2006-2007  | Miami      | 61     | 55       | 30,6    | 41,3  | 33,9   | 91,3  | 2,3  | 5,3        | 0,9  | 0,0  | 10,9 |
| 2007-2008  | Miami      | 67     | 53       | 28,1    | 38,4  | 35,3   | 86,3  | 1,9  | 4,6        | 1,2  | 0,1  | 8,8  |
| 2009-2010  | Orlando    | 82     | 18       | 20,8    | 44,4  | 38,0   | 75,6  | 1,5  | 3,6        | 0,6  | 0,0  | 6,0  |
| 2010-2011  | Orlando    | 16     | 0        | 10.7    | 34,2  | 30,4   | 0,0   | 1,4  | 1,5        | 0,5  | 0,0  | 2,1  |
| 2010-2011  | Memphis    | 11     | 0        | 11,3    | 31,0  | 20,0   | 0,0   | 0,7  | 2,5        | 0,3  | 0,1  | 1,9  |
| Carrière   | Carrière   | 788    | 667      | 29.4    | 39.8  | 32.7   | 81.3  | 2.3  | 5.9        | 1.2  | 0.1  | 10,5 |

Note: * Cette saison a été réduite de 82 à 50 matchs en raison d'un Lock out.
Dernière modification le 14 septembre 2012

### Playoffs
| Saison   | Équipe     | Matchs | Titul. | Min./m | % Tir | % 3pts | % LF  | Rbds/m. | Pass/m. | Int/m. | Ctr/m. | Pts/m. |
| -------- | ---------- | ------ | ------ | ------ | ----- | ------ | ----- | ------- | ------- | ------ | ------ | ------ |
| 1999     | Sacramento | 5      | 5      | 32.6   | 35.6  | 31.0   | 100.0 | 3.6     | 4.0     | 1.6    | 0.2    | 10.0   |
| 2000     | Sacramento | 5      | 5      | 29.0   | 37.5  | 32.0   | 80.0  | 1.6     | 2.4     | 0.6    | 0.0    | 10.4   |
| 2001     | Sacramento | 8      | 8      | 23.9   | 42.6  | 36.7   | 100.0 | 2.3     | 2.9     | 1.0    | 0.0    | 8.8    |
| 2004     | Memphis    | 4      | 4      | 32.5   | 32.6  | 28.6   | 100.0 | 2.3     | 4.5     | 0.5    | 0.0    | 10.8   |
| 2005     | Memphis    | 4      | 4      | 28.5   | 52.8  | 47.6   | 100.0 | 2.3     | 5.3     | 1.5    | 0.0    | 17.0   |
| 2006     | Miami      | 23     | 23     | 29.8   | 40.5  | 27.4   | 84.4  | 2.0     | 3.9     | 0.6    | 0.0    | 9.3    |
| 2007     | Miami      | 4      | 4      | 28.0   | 25.0  | 29.4   | 80.0  | 2.0     | 3.5     | 1.2    | 0.2    | 5.8    |
| 2010     | Orlando    | 14     | 0      | 13.7   | 34.2  | 25.0   | 100.0 | .8      | 1.6     | 0.3    | 0.0    | 2.6    |
| Carrière | Carrière   | 67     | 53     | 25.9   | 39.3  | 30.9   | 88.9  | 1.9     | 3.3     | 0.8    | 0.0    | 8.3    |

## Records sur une rencontre en NBA
Les records personnels de Jason Williams en NBA sont les suivants, :
| Record de la franchise |

| Type de statistique        | Saison régulière | Saison régulière         | Saison régulière | Playoffs | Playoffs                | Playoffs      |
| Type de statistique        | Record           | Adversaire               | Date             | Record   | Adversaire              | Date          |
| -------------------------- | ---------------- | ------------------------ | ---------------- | -------- | ----------------------- | ------------- |
| Points                     | 38               | Rockets de Houston       | 30 novembre 2001 | 22       | Bulls de Chicago        | 24 avril 2006 |
| Paniers marqués            | 16               | Rockets de Houston       | 30 novembre 2001 | 10       | Pistons de Détroit      | 2 juin 2006   |
| Paniers tentés             | 28               | Rockets de Houston       | 30 novembre 2001 | 16       | @ Lakers de Los Angeles | 23 avril 2000 |
| Paniers à 3 points réussis | 7                | 3 fois                   | 3 fois           | 4        | 2 fois                  | 2 fois        |
| Paniers à 3 points tentés  | 14               | Bucks de Milwaukee       | 18 décembre 2001 | 10       | @ Lakers de Los Angeles | 23 avril 2000 |
| Lancers francs réussis     | 10               | Kings de Sacramento      | 22 janvier 2006  | 7        | Bulls de Chicago        | 22 avril 2006 |
| Lancers francs tentés      | 11               | @ Spurs de San Antonio   | 22 janvier 2003  | 7        | Bulls de Chicago        | 22 avril 2006 |
| Rebonds offensifs          | 3                | @ Knicks de New York     | 26 février 2007  | 2        | 2 fois                  | 2 fois        |
| Rebonds défensifs          | 9                | @ Pacers de l'Indiana    | 18 mars 2001     | 7        | Jazz de l'Utah          | 12 mai 1999   |
| Rebonds totaux             | 9                | 3 fois                   | 3 fois           | 8        | Jazz de l'Utah          | 12 mai 1999   |
| Passes décisives           | 19               | Warriors de Golden State | 30 mars 2002     | 8        | 2 fois                  | 2 fois        |
| Interceptions              | 6                | Pacers de l'Indiana      | 26 janvier 2008  | 3        | @ Bulls de Chicago      | 21 avril 2007 |
| Contres                    | 2                | 3 fois                   | 3 fois           | 1        | 2 fois                  | 2 fois        |
| Balles perdues             | 8                | 5 fois                   | 5 fois           | 7        | Nets du New Jersey      | 10 mai 2006   |
| Minutes jouées             | 48               | 5 fois                   | 5 fois           | 44       | Jazz de l'Utah          | 12 mai 1999   |

- Doubles doubles : 79
- Triples doubles : 0

## Controverses
Dans la salle vidéo des Lakers avant les playoffs de 2000, Phil Jackson montre des images du personnage d'Edward Norton dans le film American History X, qui a les cheveux rasés et une croix gammée tatouée, en alternance avec des photos de Williams. Lorsque l'entraîneur Rick Adelman l'apprit, il pose des questions sur les techniques de motivation mises en œuvre par Phil Jackson en expliquant que celui-ci avait dépassé les bornes 
.
Le 28 février 2001, Williams, jouant alors pour les Kings de Sacramento, crie des insultes racistes et homophobes envers Michael Ching, un abonné des Warriors de Golden State, durant un match à l'Oakland Arena. La NBA lui impose une amende de 15 000 dollars et Nike modifie son plan marketing.